# Cataguases (tiểu vùng)
Cataguases là một tiểu vùng thuộc bang Minas Gerais, Brasil. Tiều vùng này có diện tích 3922 km², dân số năm 2007 là 207209 người.